# Ортис, Хосе (легкоатлет)
Хосе Эдуардо Ортис Флорес (исп. José Eduardo Ortiz Flores; род. 8 марта 2000, Гватемала) — гватемальский легкоатлет, специалист по спортивной ходьбе. Выступает на профессиональном уровне с 2016 года, чемпион Центральной Америки, победитель и призёр ряда крупных международных стартов, участник летних Олимпийских игр в Токио.

## Биография
Хосе Ортис родился 8 марта 2000 года в городе Гватемала. Приходится племянником титулованной гватемальской легкоатлетке Мирне Ортис.
Впервые заявил о себе в лёгкой атлетике на международном уровне в сезоне 2016 года, когда вошёл в состав гватемальской сборной и выступил на юношеском первенстве Центральной Америки и Карибского бассейна в Сан-Хосе, где в зачёте ходьбы на 10 000 метров финишировал пятым.
В 2017 году в той же дисциплине стал пятым на юношеском мировом первенстве в Найроби, в ходьбе на 10 км победил на чемпионате Гватемалы среди юношей, выиграл серебряную медаль в юниорской категории на Панамериканском кубке в Лиме.
В 2018 году в дисциплине 10 000 метров был лучшим на юниорском чемпионате Гватемалы и на юниорском первенстве Центральной Америки и Карибского бассейна в Сан-Сальвадоре, взял бронзу на юниорском мировом первенстве в Тампере. В ходьбе на 10 км был лучшим на чемпионате Гватемалы и на чемпионате Центральной Америки среди юниоров, стал бронзовым призёром на командном чемпионате мира в Тайцане, установив при этом ныне действующий юниорский национальный рекорд — 40:17.
Начиная с 2019 года выступал в ходьбе на 20 км среди взрослых спортсменов, в частности занял 79-е место на международном старте в испанской Ла-Корунье.
В 2020 году отметился победами на чемпионате Гватемалы и на центральноамериканском чемпионате в Сан-Хосе.
В 2021 году вновь выиграл чемпионат Гватемалы в ходьбе на 20 км, занял 13-е место на Панамериканском кубке в Гуаякиле и 18-е место на турнире в Ла-Корунье, тогда как на соревнованиях Dudinska 50 в Дудинце пришёл к финишу четвёртым и установил свой личный рекорд — 1:20:43. Выполнив олимпийский квалификационный норматив (1:21:00), удостоился права защищать честь страны на летних Олимпийских играх в Токио — здесь в программе 20 км показал время 1:28:57, расположившись в итоговом протоколе соревнований на 40-й строке.
В 2022 году стал серебряным призёром на чемпионате Центральной Америки в Сан-Сальвадоре, на Dudinska 50 и на домашнем международном старте в Сан-Херонимо. Позднее показал 26-й и 21-й результаты на турнире в Ла-Корунье и на чемпионате мира в Орегоне соответственно. В ходьбе на 20 000 метров отметился победой на чемпионате NACAC во Фрипорте.
В 2023 году среди прочего занял 15-е место на Панамериканском кубке в Манагуа, стартовал на Центральноамериканских и Карибских играх в Сан-Сальвадоре, показал 42-й результат на чемпионате мира в Будапеште и 11-й результат на Панамериканских играх в Сантьяго.
В 2024 году в ходьбе на 20 км стал бронзовым призёром на домашнем чемпионате Центральной Америки в Сан-Херонимо.